# Bart Jan Bok
Bartolomeus "Bart" Jan Bok (Hoorn, 28 d'abril de 1906 - Tucson, 5 d'agost de 1983) va ser un astrònom neerlandès-estatunidenc.

## Biografia
Bok va néixer als Països Baixos i va estudiar en la universitats de Leiden i Groningen. El 1929 es casa amb la companya astrònoma Dra. Priscilla Fairfield Bok i durant la resta de les seves vides van col·laborar estretament. Ambdós van treballar en l'estructura i evolució dels cúmuls estel·lars i de la Via Làctia, mapejant els braços espirals, especialment la regió de Carina, i a més van estudiar els Núvols de Magallanes. Les seves investigacions sobre el gas i la pols interestel·lar el dugueren a estudiar la formació estel·lar sent conegut pels seus treballs sobre petites nebuloses fosques avui en dia conegudes com a Glòbuls de Bok.
Des de 1929 fins a 1957 va treballar a la Universitat Harvard. Després d'això va treballar com a director de l'Observatori del Mont Stromlo a Austràlia durant nou anys abans de tornar als EUA com a director de l'Observatori Steward (1966-1970). Es va convertir en ciutadà estatunidenc el 1938.
Durant els anys 40 va ajudar en la construcció de l'Observatori Nacional de Mèxic en Tonantzintla i en els anys 50 va ajudar en la construcció de l'Observatori Boyden (dependent de l'Observatori del Harvard College) a Sud-àfrica. Mentre, a Austràlia, va participar en la construcció de l'Observatori Siding Spring.
El 1975 va ser coautor de l'escrit Objeccions a l'Astrologia (The Humanist, 1975) que va ser recolzat per 186 professionals astrònoms, astrofísics i científics d'altres camps, incloent divuit guanyadors del Premi Nobel. Això va donar lloc a la formació del Comitè per a la investigació científica d'afirmacions paranormals de la que va ser membre fundador.
Bart Bok va ser una personalitat molt popular en el camp de l'astronomia conegut per la seva afabilitat i humor així com per la seva capacitat per la beguda. L'asteroide 1983 Bok va ser nomenat així com a reconeixement a ell i la seva esposa. En la cerimònia en la qual s'anunciava aquest nomenament va agrair la Unió Astronòmica Internacional per donar-li «un petit tros de terra en la qual poder retirar-se i continuar vivint». Va participar i/o va dirigir diversos grups per veure eclipsis solars, l'últim en Irkutsk a Sibèria a l'estiu de 1980.
Bok va morir d'un atac al cor a la seva casa a Tucson (Arizona, EUA).

### Distincions
Premis
- Medalla ADION, de l'Associació pel Desenvolupament Internacional de l'Observatori de Marsella (1971).
- Premi Jansky de l'Observatori Nacional de Radioastronomies dels Estats Units (1972).
- Medalla Bruce (1977).
- Lliçó Magistral Henry Norris Russell (1982).
- Premi Klumpke-roberts (1982).

Epònims
- El cràter lunar Bok (també dedicat a Priscilla Fairfield Bok, la seva esposa).
- L'asteroide 1983 Bok (també dedicat a la seva esposa).
- Els Glòbuls Bok.
- La beca postdoctoral Bart J Bok, assignada pel departament de la Universitat d'Arizona i l'Observatori Steward.
- Premi Bok de l'Acadèmia de les Ciències d'Austràlia i la Societat Astronòmica d'Austràlia.
- Telescopi Bok de l'Observatori Steward.
- La Fundació J. Bok de la Societat Astronòmica del Pacífic.
- Els Premis Priscilla Y Bart Bok de la Societat Astronòmica dels Estats Units i la Societat Astronòmica del Pacífic.